# アルティマエース
『アルティマエース』は、角川書店発行、角川グループパブリッシングが2011年から2012年まで発売していた隔月刊漫画雑誌。発売日は偶数月18日。全7号。

## 概要
ヤングエース2011年11月号の増刊号として2011年10月18日に創刊したが、2012年10月18日発売のヤングエース2011年11月号増刊である第7号の巻末予告にて休刊が告知され休刊した。発行号は「Vol.1号（ヤングエース2011年11月号増刊）」「ヤングエース2012年1月号増刊（Vol.2）」「ヤングエース2012年3月号増刊（Vol.3）」「ヤングエース2012年5月号増刊（Vol.4）」「ヤングエース2012年7月号増刊（Vol.5）」「ヤングエース2012年9月号増刊（Vol.6）」「ヤングエース2012年11月号（Vol.7）」である。
キャッチフレーズは「キミを夢中にさせるスタイリッシュコミック誌」。
少年エースやヤングエースで連載&読み切りを掲載していた漫画家も何人か参加している。角川書店での漫画雑誌ではビーンズエースの実質的な後継誌と見ることもできる。
創刊号は少年エースで『デッドマン・ワンダーランド』を連載している片岡人生・近藤一馬のオリジナル読み切り漫画の『神様☆パーマネント』。なお創刊にあたり創設されたアルティマエース独自の漫画賞『アルティマ新人漫画大賞』の審査員を片岡・近藤が務めている。
表紙・装丁はヤングエース増刊のためヤングエースと似た構成となっている。号表示は第1号のみ「Vol.1」表記であったが、第2号以降は「ヤングエース○月号増刊アルティマエース」と表示されている。
編集長は、創刊当時月刊少年エース編集長で4コマnanoエースの編集長を兼任し、ヤングエースの創刊編集長であった見野善則。休刊時ではコンプエースの編集長も兼任している。

### 休刊後の連載作品の移籍先
母体誌のヤングエース、そして月刊Asukaに大半の作品が移籍すると告知された。移籍せず完結した作品のうちいくつかの作品は単行本未収録が生じている。
- ヤングエースへ移籍
  - シザーシスターズ
  - バカが全裸でやってくる
  - カンガエロ

- 月刊Asukaに移籍
  - 鎌倉デコフライフ
  - Fate/Zero黒
  - 電脳アリスと因幡くん
  - ビブリア古書堂の事件手帖
  - バクダン★ハンダン

- 角川ニコニコエースに移籍
  - 名探偵部この後すぐ!

- 4コマnanoエースに移籍
  - ぶらっと★ブラドラ→ぶらっと★ブラドラ4コマとして新規連載開始
  - だんしん!!男子新聞部

## 連載漫画
- 休刊時の連載作品については太字で表記。
- 作品名の順番に関しては連載開始順に従い、その次に連載開始号の掲載順に従う。
- 読み切り作品、集中連載は除く。

|    | 作品名                   | 作者（作画）       | 原作者など                                      | 開始                 | 終了                 | 注記                                         |
| -- | ------------------------ | ------------------ | ----------------------------------------------- | -------------------- | -------------------- | -------------------------------------------- |
| 1  | BUSTA!                   | 巖本英利           | －                                              | Vol.1 2011年10月18日 | Vol.7 2012年10月18日 |                                              |
| 2  | だんしん!!男子新聞部     | ちょぼらうにょぽみ | －                                              | Vol.1 2011年10月18日 | Vol.7 2012年10月18日 | →4コマnanoエースへ移籍                       |
| 3  | 鎌倉デコライフ           | 田中智             | －                                              | Vol.1 2011年10月18日 | Vol.7 2012年10月18日 | →月刊Asukaへ移籍                             |
| 4  | シザー・シスターズ       | MARICO             | DAIGO×影木栄貴（原作）                          | Vol.1 2011年10月18日 | Vol.7 2012年10月18日 | →ヤングエースへ移籍                          |
| 5  | ダークライジャー         | NB                 | －                                              | Vol.1 2011年10月18日 | Vol.4 2012年4月18日  |                                              |
| 6  | トランス・ナイツ         | 九我山レキ         | －                                              | Vol.1 2011年10月18日 | Vol.7 2012年10月18日 |                                              |
| 7  | 魔法少年の育て方         | 森悠               | －                                              | Vol.1 2011年10月18日 | Vol.7 2012年10月18日 |                                              |
| 8  | Fate/Zero黒              | 雌鳥               | 虚淵玄（ニトロプラス）・TYPE-MOON（原作）       | Vol.1 2011年10月18日 | Vol.7 2012年10月18日 | →月刊Asukaへ移籍                             |
| 9  | バカが全裸でやってくる   | 井田ヒロト         | 入間人間（原作）                                | Vol.1 2011年10月18日 | Vol.7 2012年10月18日 | →ヤングエースへ移籍                          |
| 10 | カンガエロ               | たうみまゆ         | ―                                               | Vol.1 2011年10月18日 | Vol.7 2012年10月18日 | →ヤングエースへ移籍                          |
| 11 | B.A.D.                   | 榊原早々           | 綾里けいし（原作） kona（キャラクター原案）     | Vol.1 2011年10月18日 | Vol.7 2012年10月18日 | 月刊少年エースで過去に読み切り掲載           |
| 12 | ぶらっと★ブラドラ        | 好野カナタ         | 小玉有起（原作）                                | Vol.1 2011年10月18日 | Vol.5 2012年6月18日  |                                              |
| 13 | ビブリア古書堂の事件手帖 | ナカノ             | 三上延（原作）                                  | Vol.3 2012年2月18日  | Vol.7 2012年10月18日 | →月刊Asukaへ移籍                             |
| 14 | ライラ・ライクル         | ヤスダスズヒト     | ―                                               | Vol.3 2012年2月18日  | Vol.7 2012年10月18日 | ビーンズエースで過去に『Lira Rycle』名で連載 |
| 15 | 名探偵部この後すぐ！     | アサダニッキ       | ―                                               | Vol.3 2012年2月18日  | Vol.7 2012年10月18日 | Vol.2では読み切り掲載 →ニコニコエースへ移籍  |
| 16 | 七人のサムライ部         | さとがねしょう     | ―                                               | Vol.3 2012年2月18日  | Vol.7 2012年10月18日 |                                              |
| 17 | 古泉一樹くんの陰謀       | ぷよ               | 谷川流（原作） いとうのいぢ（キャラクター原案） | Vol.4 2012年4月18日  | Vol.7 2012年10月18日 |                                              |
| 18 | バクダン★ハンダン        | 山口京之介         | オトメイト（原作）                              | Vol.5 2012年6月18日  | Vol.7 2012年10月18日 | →月刊Asukaへ移籍                             |
| 19 | 電脳アリスと因幡くん     | 藤也卓巳           | 草下シンヤ（原作）                              | Vol.5 2012年6月18日  | Vol.7 2012年10月18日 | →月刊Asukaへ移籍                             |

## 読み切り・集中連載作品（アンソロジーは除く）

### Vol.1掲載
- 神様☆パーマネント（片岡人生、近藤一馬）
- ココロカルトン（おか）
- およづれ御諚（酒巻行里）
- クラウンギア（さとがねしょう）
- ココロ・フォトグラフィ（森嶋ペコ）
- イザナエル（神楽坂朔太郎）
- ハラペコ王子（山口京之介）
- あなざー。デッドマン・ワンダーランド（みずのもと）（4コマnanoエースの出張版）

### Vol.2掲載
- ブラッドラッド外伝（小玉有起）
- 名探偵部この後すぐ!（アサダニッキ）
- うしろのプレアデス（おか）
- 手首÷（バラ+保健医）⊂僕　（山本蒼美）
- B-Curse（森嶋ペコ）
- ぽちょむ!（神江ちず）
- シャーマン・コンプレレックス（須藤清正郎）

### Vol.3掲載
- 99.9（藤也卓巳）
- ぽちょむ!（神江ちず）
- サキュバス・ナイト（しまだ）

### Vol.4掲載
- 輝けバカドル!（田島シマ）
- 面接官の松本さん（神江ちず）
- ナギサラウンド（おか）
- つわものどもが!（春日井明）
- 巨神イオ（和戸村）

### Vol.5掲載
- きつねの恋人（ぷよ）
- 鬼斬抜刀隊（柊柾葵）
- アニキとアネキの家庭事情（おかざきおか）
- 泳がない水泳部（あかまる）
- ワガハイは魔王なのに！（須藤清正郎）
- ホームキーパー（田島シマ）
- そらロマ！（星海はやと）
- ムニキス（中山幸）

### Vol.6掲載
- 是非にオヨバズ（須藤清正郎）
- 泳がない水泳部（あかまる）
- 最終兵器お洒落爆弾セフィロス（原作：廣瀬ゆう、漫画：廣瀬ゆい）
- テト・ア・テト（有坂あこ）

### Vol.7掲載
- 白雪姫と二人の王子　　（好野カナタ）
- 鈴木君の顔はかっこいい（原作：廣瀬ゆう、漫画：廣瀬ゆい）
- ビタースイートデイズ　（田島シマ）
- 坊ちゃんとおさわがせメイド（七路ゆうき）
- ほうかご（生田魚）

## アルティマ新人漫画大賞
創刊と同時に発表されたアルティマエース独自の漫画賞。角川漫画新人大賞とは区分けされている。第1回の審査員は片岡人生、近藤一馬、第2回は小玉有起。第3回の募集告知も行われたが審査員は未公表で発表号とされる号でも発表されなかった。第2回の受賞者の二人は、アルティマエース最終号にて受賞作とは別作品の読み切りが掲載された。
- 大賞・・・100万円＋本誌掲載＋担当編集
- 準大賞・・・50万円＋本誌掲載＋担当編集
- 入選・・・50万円＋本誌掲載＋担当編集
- 佳作・・・10万円＋担当編集
- 奨励賞・・・5万円＋担当編集

### 第1回（2011年12月末締め切り、結果発表ヤングエース3月号増刊アルティマエースVol.3号）
- 佳作 - 死神さんキャンパス（作者：宇内りく）
- 奨励賞 - ワンダリア（作者：くだん）

### 第2回（2012年4月30日締め切り、結果発表ヤングエース7月号増刊アルティマエースVol.5号）
- 佳作 - くるみちゃん（作者：生田魚）
- 奨励賞 - あまどら。（作者：七路ゆうき）

## 企画記事・コーナー
アルティメット学園生徒会室（2012年Vol.1号 - 2012年Vol.7号）
読者コーナーとゲームや漫画・映画作品を紹介する企画記事。紹介キャラクターとして、男子生徒で生徒会長のユート、同じく男子生徒の副会長のクロード、女子生徒の書記のレイナがいる。読者コーナーはイラストコーナー（掲載作品、オリジナルキャラ）、悩み相談コーナー、占いコーナー、アンケートハガキのメッセージが掲載されている。